# Kamer van volksvertegenwoordigers (samenstelling 1833-1837)

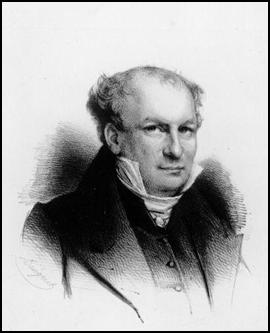
Kamervoorzitter Jean Raikem

Dit artikel omvat de lijst van leden van de Belgische Kamer van volksvertegenwoordigers van 1833 tot 1837. De 2e legislatuur van de Kamer van volksvertegenwoordigers liep van 7 juni 1833 tot 20 mei 1837 en volgde uit de verkiezingen van 23 mei 1833. Bij deze verkiezingen werden 102 parlementsleden verkozen in alle kieskringen.
Op 9 juni 1835 vonden tussentijdse verkiezingen plaats, waarbij de overige 51 parlementsleden verkozen werden. Dit was het geval in de kieskringen Gent, Eeklo, Sint-Niklaas, Aalst, Dendermonde, Oudenaarde, Charleroi, Bergen, Doornik, Aat, Thuin, Zinnik, Luik, Verviers, Hoei, Borgworm, Hasselt, Maastricht en Roermond.
Het nationale kiesstelsel was in die periode gebaseerd op cijnskiesrecht, volgens een systeem van een meerderheidsstelsel, gecombineerd met een districtenstelsel. Iedere Belg die ouder dan 25 jaar was en een bepaalde hoeveelheid cijns betaalde, kreeg stemrecht. Hierdoor was er een beperkt kiezerskorps. 
Tijdens deze legislatuur waren achtereenvolgens de unionistische regering-Goblet d'Alviella-Rogier (20 oktober 1832 tot 1 augustus 1834) en de unionistische regering-De Theux de Meylandt I (4 augustus 1834 tot 18 april 1840) in functie.

## Zittingen
In de 2de zittingsperiode (1833-1837) vonden vijf zittingen plaats. Van rechtswege kwamen de Kamers ieder jaar bijeen op de tweede dinsdag van november.
De openingszitting van 7 juni 1833 begon met een Troonrede voor Verenigde Kamers.
| Zitting               | Opening          | Sluiting         |
| --------------------- | ---------------- | ---------------- |
| buitengewone zitting  | 7 juni 1833      | 7 oktober 1833   |
| 2de zitting 1833-1834 | 12 november 1833 | 14 augustus 1834 |
| 3de zitting 1834-1835 | 11 november 1834 | 15 mei 1835      |
| 4de zitting 1835-1836 | 4 augustus 1835  | 17 juni 1836     |
| 5de zitting 1836-1837 | 8 november 1836  | 26 mei 1837      |

## Samenstelling
| Begin legislatuur (1833) | Begin legislatuur (1833) | Begin legislatuur (1833) | Einde legislatuur (1837) | Einde legislatuur (1837) | Einde legislatuur (1837) |
| Fractie                  | Fractie                  | Zetels                   | Fractie                  | Fractie                  | Zetels                   |
| ------------------------ | ------------------------ | ------------------------ | ------------------------ | ------------------------ | ------------------------ |
|                          | Katholieken              | 59                       |                          | Katholieken              | 57                       |
|                          | Liberalen                | 43                       |                          | Liberalen                | 45                       |

Wijzigingen in fractiesamenstelling:
- In 1834 neemt de katholiek Pierre Poschet ontslag. Zijn opvolger wordt de liberaal Louis Troye.
- In 1835 neemt de liberaal Théodore Teichmann ontslag. Zijn opvolger wordt de katholiek Gustave Bosquet.
- In 1835 wordt de verkiezing van de liberaal Henri Ansiau ongeldig verklaard. Zijn opvolger wordt de katholiek Bernard Amé du Bus de Gisignies.
- Na de verkiezingen van 1835 verdween de katholiek Louis de Laminne uit het parlement en werd hij opgevolgd door de liberaal Pierre-Joseph David.
- In 1836 neemt de katholiek Gustave Bosquet ontslag. Zijn opvolger wordt de liberaal Albert Goblet d'Alviella.
- In 1836 neemt de katholiek Louis de Schaetzen ontslag. Zijn opvolger wordt de liberaal François Cornéli.

## Lijst van de volksvertegenwoordigers
| Volksvertegenwoordiger              | Partij    | Kieskring     | Opmerkingen |
| ----------------------------------- | --------- | ------------- | --- |
| Jean-Baptiste Smits                 | Katholiek | Antwerpen     | |
| Frans Verdussen                     | Katholiek | Antwerpen     | Secretaris vanaf 25 maart 1835. |
| François Ullens                     | Katholiek | Antwerpen     | |
| Gérard Le Grelle                    | Katholiek | Antwerpen     | |
| Charles Mast-De Vries               | Katholiek | Mechelen      | Vervangt vanaf 5 augustus 1835 de overleden François Domis. |
| Adolphe Van den Wiele               | Katholiek | Mechelen      | Vervangt vanaf 8 december 1834 de overleden Philippe-Joseph Boucquéau de Villeraie. |
| François Polfvliet                  | Liberaal  | Mechelen      | |
| Charles Rogier                      | Liberaal  | Turnhout      | |
| Pierre-Jean Denef                   | Katholiek | Turnhout      | |
| Jean-Pierre Willmar                 | Liberaal  | Brussel       | Vervangt vanaf 20 december 1836 Nicolas Rouppe, die voltijds burgemeester van Brussel wordt. |
| Ferdinand de Meeûs                  | Liberaal  | Brussel       | |
| Albert Goblet d'Alviella            | Liberaal  | Brussel       | Goblet vervangt vanaf 23 mei 1836 Gustave Bosquet (Katholiek), die raadsheer bij het Brussels Hof van Beroep wordt. Bosquet zelf verving vanaf 9 maart 1835 Théodore Teichmann (Liberaal), die door zijn benoeming tot ridder in de Leopoldsorde ontslag nam. Goblet zetelde eerder ook voor het arrondissement Brussel in de Kamer, van het begin van de legislatuur tot zijn ontslag op 4 februari 1834 |
| Joseph Lebeau                       | Liberaal  | Brussel       | |
| Henri de Brouckère                  | Liberaal  | Brussel       | |
| Ferdinand Cornet de Grez            | Liberaal  | Brussel       | Vervangt vanaf 24 april 1834 Frédéric Basse, die beslist om niet te zetelen. De geloofsbrieven van Basse werden goedgekeurd op 13 maart 1834, nadat hij verkozen was tot Kamerlid als opvolger van Albert Goblet d'Alviella (Liberaal), die ambassadeur werd. |
| Jacques Coghen                      | Liberaal  | Brussel       | |
| Jean-Marie de Man d'Attenrode       | Katholiek | Leuven        | Vervangt vanaf 8 november 1836 Ignace Quirini, die hoogleraar aan de Katholieke Universiteit Leuven wordt. Daarvoor was de Man d'Attenrode tot 3 augustus 1835 volksvertegenwoordiger voor de kieskring Sint-Niklaas. Ignace Quirini was secretaris tot 13 november 1833. |
| Werner de Merode                    | Katholiek | Leuven        | |
| Henri van den Hove                  | Katholiek | Leuven        | |
| Michel Van der Belen                | Katholiek | Leuven        | |
| Félix de Merode                     | Katholiek | Nijvel        | |
| Louis de Le Hoye                    | Liberaal  | Nijvel        | Vervangt vanaf 8 november 1836 Jean-Baptiste Cols, die ondervoorzitter van de provincieraad van Brabant wordt. |
| Pierre Milcamps                     | Katholiek | Nijvel        | |
| Paul Devaux                         | Liberaal  | Brugge        | |
| Isidore Jullien                     | Liberaal  | Brugge        | Vervangt vanaf 2 juli 1833 Charles Herwyn, die beslist om niet te zetelen. |
| Charles Coppieters Stochove         | Katholiek | Brugge        | Ondervoorzitter tot 12 november 1834. |
| Ignace Bekaert-Baeckelandt          | Katholiek | Kortrijk      | |
| Felix de Mûelenaere                 | Katholiek | Kortrijk      | |
| François Verrue-Lafrancq            | Liberaal  | Kortrijk      | Vervangt vanaf 12 november 1834 Ange Angillis, die om gezondheidsredenen ontslag neemt. |
| François Donny                      | Liberaal  | Oostende      | |
| Pierre Morel-Danheel                | Katholiek | Diksmuide     | |
| Charles Dubois                      | Liberaal  | Veurne        | |
| Charles de Roo                      | Katholiek | Tielt         | |
| Léon de Foere                       | Katholiek | Tielt         | |
| Jacques Wallaert                    | Katholiek | Roeselare     | |
| Alexander Rodenbach                 | Katholiek | Roeselare     | |
| Ferdinand Vuylsteke                 | Katholiek | Ieper         | |
| Louis Vuylsteke                     | Katholiek | Ieper         | |
| Eugène De Smet                      | Katholiek | Aalst         | |
| François Van den Bossche            | Katholiek | Aalst         | Vervangt vanaf 5 augustus 1835 Jean De Witte, die bij de tussentijdse verkiezingen niet meer opkwam. |
| Antoine de Meer de Moorsel          | Katholiek | Aalst         | |
| Charles Liedts                      | Liberaal  | Oudenaarde    | Secretaris tot 12 november 1834 en quaestor vanaf 5 augustus 1835. |
| Jean Thienpont                      | Katholiek | Oudenaarde    | |
| Edouard De Jaegher                  | Katholiek | Oudenaarde    | Vervangt vanaf 5 augustus 1835 Hippolyte della Faille d'Huysse, die bij de tussentijdse verkiezingen niet meer opkwam. Della Faille was secretaris tot 25 maart 1835. |
| Joseph-Olivier Andries              | Katholiek | Gent          | Vervangt vanaf 5 augustus 1835 Robert Helias d'Huddeghem, die bij de tussentijdse verkiezingen niet meer opkwam. |
| François Hye-Hoys                   | Katholiek | Gent          | |
| Ferdinand Manilius                  | Liberaal  | Gent          | Vervangt vanaf 5 augustus 1835 Jean-Baptiste Joseph d'Hane de Steenhuyse (Katholiek), die bij de tussentijdse verkiezingen niet herkozen raakte. |
| Henri Kervyn                        | Katholiek | Gent          | Vervangt vanaf 5 augustus 1835 Adolphe della Faille d'Huysse, die bij de tussentijdse verkiezingen niet meer opkwam. Kervyn is secretaris vanaf 9 november 1836. |
| Léandre Desmaisières                | Katholiek | Gent          | |
| Franz Vergauwen                     | Katholiek | Gent          | |
| Désiré Le Jeune                     | Katholiek | Eeklo         | Vervangt vanaf 5 augustus 1835 Albert van Hoobrouck de Fiennes, die bij de tussentijdse verkiezingen niet herkozen raakte. Le Jeune is secretaris vanaf 9 november 1836. |
| Albert van Hoobrouck de Fiennes     | Katholiek | Sint-Niklaas  | Vervangt vanaf 19 februari 1836 Charles Vilain XIIII, die ambassadeur wordt. Daarvoor was van Hoobrouck tot 3 augustus 1835 volksvertegenwoordiger voor de kieskring Eeklo. |
| Bernard Stas de Richelle            | Katholiek | Sint-Niklaas  | Vervangt vanaf 5 augustus 1835 Jean-Marie de Man d'Attenrode, die bij de tussentijdse verkiezingen niet herkozen raakte. |
| Constantin Rodenbach                | Katholiek | Sint-Niklaas  | |
| Hippolyte Vilain XIIII              | Liberaal  | Dendermonde   | |
| François van den Broucke de Terbecq | Katholiek | Dendermonde   | |
| Jean Pirmez                         | Liberaal  | Charleroi     | Vervangt vanaf 5 augustus 1835 Guillaume Dumont, die bij de tussentijdse verkiezingen niet herkozen raakte. |
| Auguste Frison                      | Liberaal  | Charleroi     | |
| Remi De Puydt                       | Liberaal  | Bergen        | Vervangt vanaf 7 september 1835 Dieudonné du Val de Beaulieu, wiens verkiezing ongeldig werd verklaard. De Puydt zetelde voor de verkiezingen van 9 juni 1835 ook in de Kamer, maar werd in eerste instantie niet herkozen, ten voordele van du Val de Beaulieu. |
| Alexandre Gendebien                 | Liberaal  | Bergen        | |
| Hubert Dolez                        | Liberaal  | Bergen        | Vervangt vanaf 18 januari 1837 Charles Blargnies, die raadsheer bij het Brussels Hof van Beroep wordt. Blargnies zelf verving vanaf 14 april 1836 Frédéric Corbisier, die om beroepsredenen ontslag nam. Corbisier was secretaris van 13 november 1833 tot 12 november 1834. |
| Auguste Duvivier                    | Liberaal  | Zinnik        | |
| Bernard Amé du Bus de Gisignies     | Katholiek | Zinnik        | Vervangt vanaf 10 september 1835 Henri Ansiau (Liberaal), wiens verkiezing ongeldig werd verklaard. Ansiau zelf verving vanaf 5 augustus 1835 Alexandre de Robaulx (Liberaal), die bij de tussentijdse verkiezingen niet meer opkwam. De Robaulx verving vanaf 9 juli 1833 Barthélémy Dumortier (Katholiek), die volksvertegenwoordiger voor het arrondissement Doornik werd.                             |
| Barthélémy Dumortier                | Katholiek | Doornik       | Quaestor tot 5 augustus 1835. |
| François Louis Joseph Du Bus        | Katholiek | Doornik       | Ondervoorzitter vanaf 9 november 1836, een mandaat dat hij eerder ook al uitoefende tot 5 augustus 1835. |
| Charles Doignon                     | Katholiek | Doornik       | |
| Pierre Trentesaux                   | Liberaal  | Doornik       | |
| Frédéric de Sécus                   | Katholiek | Aat           | Quaestor. |
| Adolphe Dechamps                    | Katholiek | Aat           | Vervangt vanaf 27 mei 1834 Alexandre Dugniolle de Mévius, die secretaris-generaal op het ministerie van Binnenlandse Zaken wordt. Dechamps was van 12 november 1834 tot 9 november 1836 secretaris. |
| Edouard Dequesne                    | Liberaal  | Thuin         | Vervangt vanaf 5 augustus 1835 Aristide Brixhe, die bij de tussentijdse verkiezingen niet herkozen raakte. Brixhe was volksvertegenwoordiger voor het arrondissement Charleroi, dat bij de tussentijdse verkiezingen van 1835 een zetel verloor ten voordele van het arrondissement Thuin, en was tevens van 12 november 1834 tot 9 juni 1835 secretaris.                                                 |
| Louis Troye                         | Liberaal  | Thuin         | Vervangt vanaf 14 november 1834 Pierre Poschet (Katholiek), die om beroepsredenen ontslag neemt. |
| Pierre-Joseph David                 | Liberaal  | Hoei          | Vervangt vanaf 5 augustus 1835 Louis de Laminne (Katholiek), die bij de tussentijdse verkiezingen niet meer opkwam. De Laminne zetelde als volksvertegenwoordiger voor het arrondissement Luik, dat bij de tussentijdse verkiezingen van 1835 een zetel verloor ten voordele van het arrondissement Hoei.                                                                                                 |
| Lambert Heptia                      | Liberaal  | Hoei          | Vervangt vanaf 5 augustus 1835 François Dautrebande, die bij de tussentijdse verkiezingen niet meer opkwam. |
| Pierre Eloy de Burdinne             | Katholiek | Borgworm      | |
| Jérôme Keppene                      | Katholiek | Luik          | Vervangt vanaf 5 augustus 1835 Joseph-Stanislas Fleussu (Liberaal), die bij de tussentijdse verkiezingen niet herkozen raakte. |
| Jean Raikem                         | Katholiek | Luik          | Parlementsvoorzitter. |
| Antoine Ernst                       | Liberaal  | Luik          | |
| Nicolas de Behr                     | Katholiek | Luik          | Ondervoorzitter van 5 augustus 1835 tot 9 november 1836. |
| François Lardinois                  | Liberaal  | Verviers      | |
| Grégoire Demonceau                  | Katholiek | Verviers      | Vervangt vanaf 5 augustus 1835 Gilles Davignon (Liberaal), die bij de tussentijdse verkiezingen niet meer opkwam. |
| Barthélémy de Theux de Meylandt     | Katholiek | Hasselt       | |
| Lambert Raymaeckers                 | Liberaal  | Hasselt       | Vervangt vanaf 5 augustus 1835 Etienne de Stenbier de Wideux (Katholiek), die bij de tussentijdse verkiezingen niet herkozen raakte. |
| Eugène Pollénus                     | Katholiek | Hasselt       | Daarvoor was Pollénus tot 3 augustus 1835 volksvertegenwoordiger voor de kieskring Maastricht. |
| Jean Scheyven                       | Katholiek | Roermond      | Vervangt vanaf 5 augustus 1835 Théodore Olislagers de Sipernau, die bij de tussentijdse verkiezingen niet herkozen raakte. |
| Nicolas de Longrée                  | Katholiek | Roermond      | |
| Louis Beerenbroeck                  | Katholiek | Roermond      | Vervangt vanaf 12 september 1835 Dominique Hubert Nypels, wiens verkiezing ongeldig werd verklaard. Nypels werd bij de tussentijdse verkiezingen van 1835 verkozen als opvolger van Jean Van der Heyden, die bij de tussentijdse verkiezingen niet meer opkwam. |
| Maximilien de Renesse               | Liberaal  | Maastricht    | Secretaris. |
| Henri Simons                        | Katholiek | Maastricht    | |
| François Cornéli                    | Liberaal  | Maastricht    | Vervangt vanaf 20 februari 1837 Louis de Schaetzen (Katholiek), die raadsheer bij het Luikse Hof van Beroep wordt. De Schaetzen was secretaris van 5 augustus 1835 tot 9 november 1836. |
| François d'Hoffschmidt              | Liberaal  | Bastenaken    | |
| Jean-Baptiste Nothomb               | Liberaal  | Aarlen        | |
| Jean-Baptiste Jadot                 | Liberaal  | Marche        | |
| Léopold Zoude                       | Liberaal  | Neufchâteau   | |
| Edouard d'Huart                     | Liberaal  | Virton        | |
| Nicolas Berger                      | Liberaal  | Luxemburg     | |
| Nicolas Watlet                      | Liberaal  | Diekirch      | |
| Pierre Dams                         | Liberaal  | Grevenmacher  | Vervangt vanaf 9 juli 1833 Edouard d'Huart, die volksvertegenwoordiger voor het arrondissement Virton wordt. |
| Pierre Seron                        | Liberaal  | Philippeville | |
| François Pirson                     | Liberaal  | Dinant        | |
| Isidore Fallon                      | Katholiek | Namen         | Ondervoorzitter vanaf 12 november 1834. |
| Jean-Baptiste Brabant               | Katholiek | Namen         | |
| Pierre-Charles Desmanet de Biesme   | Liberaal  | Namen         | |